# John A. Lee

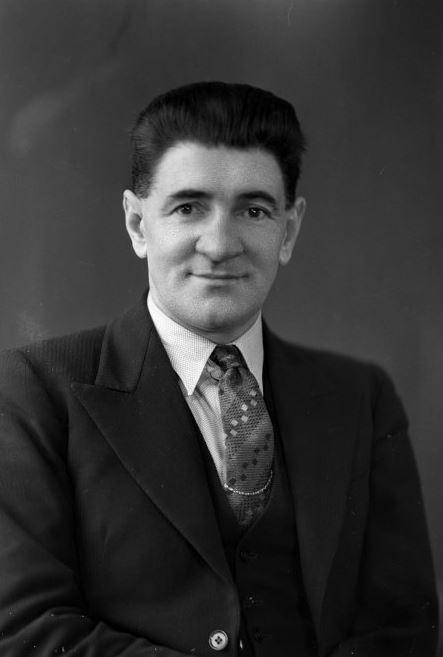
John A. Lee

John Alfred Alexander Lee (* 31. Oktober 1891 in Dunedin; † 13. Juni 1982 in Auckland) war ein neuseeländischer Politiker und Schriftsteller. Der Radikalsozialist zählte zu den prominentesten Labour-Politikern seines Landes, erwarb sich aber auch Ansehen als streitbarer und unterhaltsamer Publizist.

## Leben und Werk
Der Sohn eines Gauklers, den der kleine John Lee kaum kennenlernte, wuchs in Armut auf. Er schwänzte die Schule und machte durch Schmuggel und Diebstahl die Bekanntschaft von Erziehungsanstalten und Gefängnissen. Drei Jahre nach seiner Haftentlassung „rettete“ er sich in die Teilnahme am Ersten Weltkrieg. 1917 in der Flandernschlacht ausgezeichnet, verlor er ein Jahr darauf seinen linken Arm. 1919 wieder in Neuseeland, versuchte sich Lee zunächst als Krämer. Sein Engagement (auf dem „linken Flügel“) der New Zealand Labour Party führte ihn bald zu einer Karriere als Politiker. In den Jahren 1922–28 und 1931–43 hatte er ein Parlamentsmandat, zeitweilig versuchte er gar als Unter-Staatssekretär im Finanzministerium des Kabinetts Michael Joseph Savage (1935–40) die Abwälzung der Krisenfolgen auf den Kleinen Mann zu verhindern. Durch seine vergleichsweise radikalen Positionen machte er sich allerdings viele Feinde in seiner Partei, zumal er den Mangel an innerparteilicher Demokratie anprangerte. 1940 aus Anlass einer publizistischen Attacke Lees gegen Savage wenige Tage vor dessen Krebstod aus der Partei verstoßen, gründete Lee die Democratic Labour Party, die freilich bei den Wahlen 1943 mager abschnitt. Da Lee sein Mandat verloren hatte und sich außerdem vorhalten lassen musste, in seiner neuen Partei jenen autokratischen Führungsstil zu pflegen, den er seiner alten angekreidet hatte, wandte er sich vordringlich der Schriftstellerei zu. Auf diesem Gebiet hatte sich Lee, von den Büchern Jack Londons und Upton Sinclairs angespornt, bereits 1934 erfolgreich mit seinem autobiografisch und dokumentarisch geprägten Roman Children of the Poor (Kinder der Armut) versucht. Lee besaß eine glückliche Hand für Charaktere und Spannung, ließ jedoch die ästhetische Distanz vermissen, die seine ständigen Eingriffe ins fiktive Geschehen abgemildert hätten. Neben Erzählungen, Sachbüchern und Artikeln  verfasste er (1963) auch seine Politiker-Memoiren, in denen er die Labour Party als Verräterin der Arbeiterklasse anklagt. Sie glänzen zumindest mit ihrem Titel: Simple on a Soapbox.

## Werke
- Children of the Poor, autobiografischer Roman, 1934
- The Hunted, autobiografischer Roman, 1936
- Civilian into Soldier, 1937
- Socialism in New Zealand, 1938
- The Yanks are Coming, Roman, 1943[5]
- Shining with the Shiner, 1944 (Anekdoten um den Schelmen Ned Slattery, fortgesetzt 1964)
- Simple on a Soapbox, Erinnerungen, 1963
- Shiner Slattery, 1964
- Rhetoric at the Red Dawn, 1965
- The Lee Way to Public Speaking, 1965
- Delinquent Days, 1967 (aus Lees Jugend, Fortsetzung von The Hunted)
- Mussolini’s Millions, Kriminalroman, 1970
- Political Notebooks, 1973
- For Mine is the Kingdom, 1975 (über den „Brauerei-Baron“ Sir Ernest Hyam Davis, 1872–1962)
- Soldier, 1976
- The Scrim-Lee Papers, 1976 (mit C. G. Scrimgeour und Tony Simson)
- Roughnecks, Rolling Stones & Rouseabouts, 1977
- Early Days in New Zealand, 1977
- The John A. Lee Diaries 1936–1940, 1981
- The Politician, Roman, 1987 (geschrieben 1936)